# Epístola

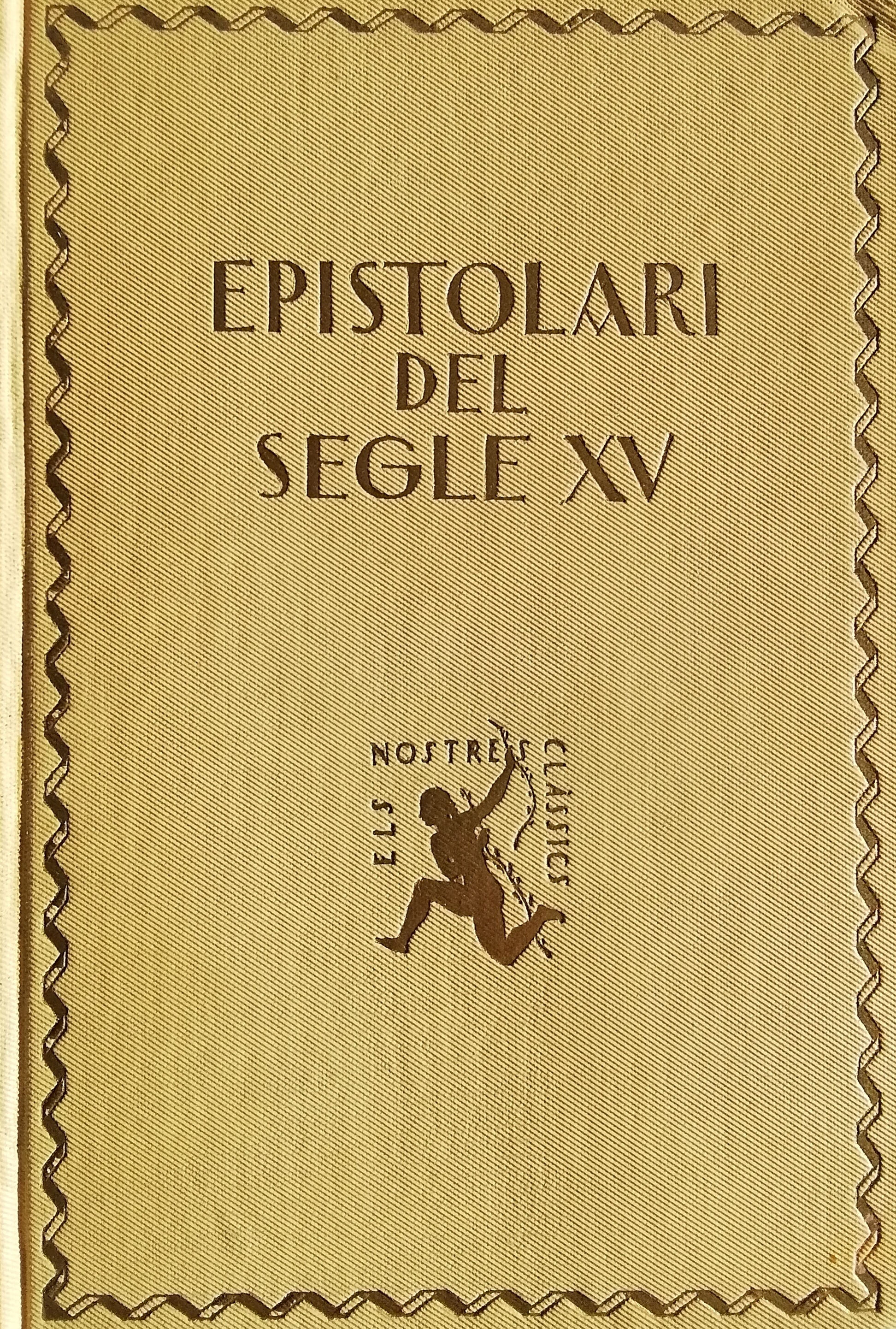
Epistolari del segle XV de personatges comuns, lletres amatòries, correspondència privada, etcètera, de la Catalunya medieval.

Epístola (en llatí significa lletra / carta) és un text escrit amb finalitats de comunicació, literàries o, en el cristianisme, de predicació religiosa. En aquest darrer cas s'escriu la lletra inicial en majúscula. Ex: "les Epístoles de Sant Pau".

## Concepte d'epístola en la literatura
El gènere epistolar es refereix a la forma de carta que adopta una obra literària, com ara una novel·la epistolar (com per exemple Les tribulacions del jove Werther o Les desgràcies del jove Werther, de Goethe). Un epistolari és un aplec o recull de cartes personals d'una o diverses persones de qualsevol època.
En la literatura clàssica grecollatina Horaci va ser el primer a emprar el gènere literari de l'epístola (Epistula ad Pisones) i va ser Ciceró qui les va utilitzar a bastament. Petrarca, Lluís Vives, Voltaire i J. Swift també en feren un ampli ús literari.

### Alguns epistolaris
Alguns epistolaris històrics o de personatges coneguts dels Països Catalans són:
- Epistolari del segle xv. Recull de cartes privades, a cura de Francesc Martorell (Barcelona: Editorial Barcino, 1926).
- Joanot Martorell-Joan de Montpalau. Lletres de batalla, a cura de Joan-Lluís Lluís (Barcelona: Editorial Barcino, 2014)
- Epistolari del renaixement, 2 volums, a cura de Max Cahner (València: Clàssics Albatros, 1977).
- Estefania de Requesens, Cartes íntimes d'una dama catalana del s.XVI. Epistolari a la seva mare, la Comtessa de Palamós. Pròleg, transcripció i notes de Maite Guisando (Barcelona: LaSal. Edicions de les dones, 1987)
- Epistolari català de Joan Miró, 1911-1945 (Editorial Barcino, 2010), 665 pàgines.
- Epistolari de Joan Maragall com a col·lecció digital accessible.
- Epistolari d'Antoni M. Alcover (Manacor 1880 - Palma 1931) (Editorial Moll)
- Epistolari de Jacint Verdaguer en XI volums Arxivat 2016-02-05 a Wayback Machine., a cura de Josep M. de Casacuberta i Joan Torrent i Fàbregas (Editorial Barcino, 1959-1993). ISBN del primer volum: ISBN 978-84-7226-095-5, ISBN de l'últim volum: ISBN 978-84-7226-646-9
- Cartes del Fons Verdaguer-Panadès editat en CD, Arxiu Nacional de Catalunya.
  - Vegeu Epistolari de Jacint Verdaguer, Universitat de Vic, índex accessible en línia.
- Epistolari Joan Coromines-Francesc de Borja Moll. Apèndix: Epistolari Pompeu Fabra-Francesc de Borja Moll, a cura de Josep Ferrer i Joan Pujadas, pròleg d'Aina Moll (Barcelona: Fundació Pere Coromines, 2000), 623 pàgines.
- Epistolari Joan Coromines & Josep Pla, a cura de Josep Ferrer i Joan Pujadas, pròleg de Marina Gustà (Barcelona: Fundació Pere Coromines, 2001), 164 pàgines
- Epistolari Joan Coromines &... 13 volums més de la mateixa editorial.
- Mercè Rodoreda-Joan Sales, Cartes completes (1960-1983), a cura de Montserrat Casals i Couturier. (Barcelona: Club Editor, 2008)
- etc.

### Algunes novel·les epistolars
- La vida de Llàtzer de Tormos (La vida de Lazarillo de Tormes y de sus fortunas y adversidades), anònim, s. XVI
- Els sofriments del jove Werther (Die Leiden des jungen Werthers), de Goethe, 1774
- Dràcula, de Bram Stoker, 1897
- Bearn o la sala de les Nines, de Llorenç Villalonga, escrita en català entre 1954 i 1955.

## Epístoles i cristianisme
En el cristianisme les Epístoles són uns documents doctrinals de la més gran antiguitat, anteriors fins i tot a la redacció dels Evangelis. La Primera Epístola als cristians de Tessalònica va ser escrita a Corint entre els anys 52 i 53, només uns vint anys després de la mort de Crist. La seva estructura acostuma a tenir una salutació, una introducció, nucli i acomiadament. Hi ha 21 Epístoles atribuïdes a diversos apòstols que s'agrupen en les catorze anomenades paulines (vuit d'elles directament escrites per Pau de Tars i la resta influïdes per la seva doctrina) i en les 12 catòliques amb el significat d'universals i generalment no adreçades a una comunitat cristiana en particular.
Les Epístoles marquen la interpretació que seguirà l'església dels fets dels evangelis especialment la fe en Jesucrist com a principal personatge de la humanitat, la resurrecció corporal (teologia de la matèria) i també intervenen en els diversos conflictes doctrinals i de moralitat (matrimoni, virginitat, atac a la riquesa, etc.) entre les primeres comunitats cristianes.
En la litúrgia catòlica les Epístoles es llegeixen a la missa abans de l'Evangeli.